# Daniel d'Arthez
Daniel d’Arthez est un personnage de La Comédie humaine d’Honoré de Balzac. Né en 1795, il est issu d’une famille picarde, à laquelle il est fait allusion dans Les Secrets de la princesse de Cadignan, mais dont on ne saura pas grand-chose. Il ressemble à Napoléon Bonaparte jeune lorsque Lucien de Rubempré le rencontre à la bibliothèque Sainte-Geneviève où il passe ses journées. Il apparaît pour la première fois dans La Messe de l'athée. Il devient l’ami de Lucien, son bon samaritain et sa « conscience », mais Lucien ne suit pas toujours ses excellents conseils.
Pauvre mais sérieux, travaillant sans cesse à l’écriture d’un roman, il vit dans une mansarde où ses amis sont heureux de se réunir. Bien qu’il désapprouve parfois les décisions de son ami et que ce dernier trahisse sa confiance en ne suivant pas la vraie voie d’un écrivain, il se précipite au chevet de la maîtresse de Lucien, Coralie, mourante. Sa générosité et son élévation d’esprit finissent par piquer la curiosité de Diane de Maufrigneuse, avec laquelle il filera le parfait amour.
Il fait partie du Cénacle qui réunit la fine fleur des intellectuels, et dont il est le membre le plus important. Sans aucune ambition autre que celle de suivre sa conscience, il finit par tout réussir : son roman le rend célèbre, il retrouve son titre, et devient un homme politique important.

## Apparitions
Il apparaît principalement dans Illusions perdues, Les Secrets de la princesse de Cadignan, Autre étude de femme, Le Père Goriot [réf. souhaitée], Splendeurs et misères des courtisanes.
- En 1818, dans La Messe de l'athée (paru en 1836), comme Desplein, le maître d’Horace Bianchon, il habite un réduit rue des Quatre-Vents, surnommé : « le bocal aux grands hommes ».
- En 1819, dans La Rabouilleuse (paru en 1843), il fête chez madame Bridau le retour de Philippe Bridau, frère de Joseph. Philippe est de retour du Champ d’asile (un établissement militaire créé en 1817 au Texas par le général François Antoine Lallemand dans le but d’armer un bateau, et de délivrer Napoléon).
- En 1821 dans Illusions perdues (écrit de 1836 à 1843), il rencontre par hasard Lucien de Rubempré à la bibliothèque Sainte-Geneviève. Il est décrit comme Bonaparte jeune peint par Robert Lefèvre. Il accueille Lucien, rue des Quatre-Vents, et, pour subvenir aux besoins du jeune provincial, met sa propre montre au mont-de-piété. Il mène une vie spartiate, son seul luxe étant les bougies, car il écrit tard le soir et reçoit ses amis. Lorsque Lucien de Rubempré a fini son manuscrit, L’Archer de Charles IX, d’Arthez en fait la critique, la relecture, propose des corrections et rédige une préface. Peu apprécié d’Étienne Lousteau qui le considère comme un écrivain « à gloire posthume », il tente de dissuader Lucien de changer d’orientation politique (en résumé : Lucien est passé de gauche à droite). Malgré cette démarche qu’il effectue avec Michel Chrestien, Lucien se déshonore. Et il éreinte sur ordre, dans un petit journal, où Lousteau est rédacteur, le livre que d’Arthez vient de publier.
- Vers 1829 dans Modeste Mignon (paru en 1844). Modeste hésite, pour les livres qu’elle souhaite acheter, entre ceux de d’Arthez et ceux de Melchior de Canalis. Modeste choisit Canalis précisément au moment où l’on publie un des meilleurs romans de d’Arthez.
- En 1832, dans Autre étude de femme (rédigé entre 1831 et 1842), il est devenu député après la Révolution de Juillet. Sa carrière est honorable, il porte le titre de baron et pourtant il vit de façon frugale (Canalis parle de « gloire dans la misère » à son propos). Au « raout » de Félicité des Touches, il prend une part active au débat sur « la femme comme il faut » et « la femme comme il n’en faut pas ». De toute évidence, la première définition caractérise Félicité des Touches, la deuxième : Dinah de La Baudraye. À la même époque, dans Les Secrets de la princesse de Cadignan, il achète une jolie maison rue de Bellefond, et charge Joseph Bridau de faire des tableaux pour sa salle à manger.
- En 1833, dans Les Secrets de la princesse de Cadignan, il vient d’hériter d’un oncle richissime. Il est invité par Émile Blondet et Eugène de Rastignac à un dîner chez la marquise d’Espard où il rencontre Diane de Maufrigneuse dont il tombe follement amoureux. D’Arthez est très inexpérimenté, il a vécu jusque-là avec une fille qu’il méprise, il ne connaît pas les délicatesses de l’amour véritable.
- En 1833, d’Arthez a pris de l’embonpoint, sa position sociale est maintenant assurée, son passé laborieux, sa force de caractère et son talent impressionnent Diane de Maufrigneuse qui l’invite à son tour. Intimidé, Daniel fait sa cour à la princesse de Cadignan qui se sert de lui pour se défendre de bavardages (pourtant des vérités sur sa vie) qu’elle juge insultants. Au cours d’un dîner chez la marquise d’Espard, Daniel prend chaleureusement la défense de Diane qui tombe ensuite dans ses bras. Bien qu’Henri de Marsay lui dévoile toute la vérité sur Diane (il s’agit de son rôle dans Une ténébreuse affaire), d’Arthez n’en tient pas compte.
- En 1839, dans Le Député d'Arcis (commencé en 1839, repris en 1843, puis en 1847, publié après la mort de l’auteur, en 1854, grâce à Charles Rabou), il séjourne au château de Cinq-Cygne en compagnie de Diane.
- En 1840, dans Béatrix, il est remarqué en compagnie de Diane dans sa loge du théâtre des Variétés.

Il apparaît aussi dans :
- La Femme auteur
- Mémoires de deux jeunes mariées
- Pierre Grassou